# Psychotria pseudomaschalodesme
Psychotria pseudomaschalodesme är en måreväxtart som beskrevs av W.N.Takeuchi. Psychotria pseudomaschalodesme ingår i släktet Psychotria och familjen måreväxter. Inga underarter finns listade i Catalogue of Life.